# まりもみ
まりもみ は、女性4人組で結成された日本のアイドルグループ。

## 概要
藤木直人が歌う『HEY!FRIENDS』のバックダンサーとしてデビューする。
2007年4月からスタートした「ホレゆけ!スタア☆大作戦」に売れないアイドルという設定でレギュラー出演。その番組主題歌『星になる！ / ランランラン / シアワセのカケラ』で8月1日にCDデビューを果たす。

## メンバー
- まみ（中里真美）
- りえ（加藤理恵）
- ももこ（渋谷桃子）
- みづき（加藤みづき）

## 出演

### テレビ番組
- ホレゆけ!スタア☆大作戦
  - 〜まりもみ危機一髪!〜（2007年4月 - 9月）
  - 〜まりもみ一触即発!〜（2007年10月 - ）

### インターネットラジオ
- まりもみゅーじっく

### PV
- 藤木直人『HEY! FRIENDS』

### 雑誌
- 月刊デ・ビュー 「ガンバレ！まりもみ大作戦」（2007年5月号 - ）
- WHAT's IN 「BEATFUL GIRLS GIRLS meet ROCK!〜」（2007年7月号 - ）

## ディスコグラフィ

### シングル
1. 星になる! / ランランラン／シアワセのカケラ（2007年8月1日発売、ポニーキャニオン）
  1. 星になる!（「ホレゆけ!スタア☆大作戦 〜まりもみ危機一髪!〜」オープニングテーマ）
  2. ランランラン（「ホレゆけ!スタア☆大作戦 〜まりもみ危機一髪!〜」エンディングテーマ）
  3. シアワセのカケラ（テレビアニメ「はぴはぴクローバー」オープニングテーマ）
  4. 星になる!（Instrumental）
  5. ランランラン（Instrumental）
  6. シアワセのカケラ（Instrumental）

| スタブアイコン | サブスタブ | この項目は、まだ閲覧者の調べものの参照としては役立たない、アイドル（グラビアアイドル・ライブアイドル・ネットアイドル・レースクイーン・コスプレイヤーなどを含む）に関連した書きかけの項目です。この項目を加筆・訂正などしてくださる協力者を求めています（P:アイドル/PJ:芸能人）。 |